# إدوارد كيمبل
إدوارد كيمبل (بالإنجليزية: Edward Kimball)‏ هو ممثل أمريكي، ولد في 26 يونيو 1859 في الولايات المتحدة، وتوفي في 4 يناير 1938 بهوليوود في الولايات المتحدة.

## وصلات خارجية
- إدوارد كيمبل على موقع IMDb (الإنجليزية)
- إدوارد كيمبل على موقع قاعدة بيانات برودواي على الإنترنت (الإنجليزية)
- إدوارد كيمبل على موقع قاعدة بيانات برودواي على الإنترنت (الإنجليزية)
- إدوارد كيمبل على موقع قاعدة بيانات الأفلام السويدية (السويدية)
- إدوارد كيمبل على موقع قاعدة بيانات الفيلم (الإنجليزية)
- إدوارد كيمبل على موقع كينوبويسك (الروسية)